# Stichting Stoomtrein Tilburg-Turnhout

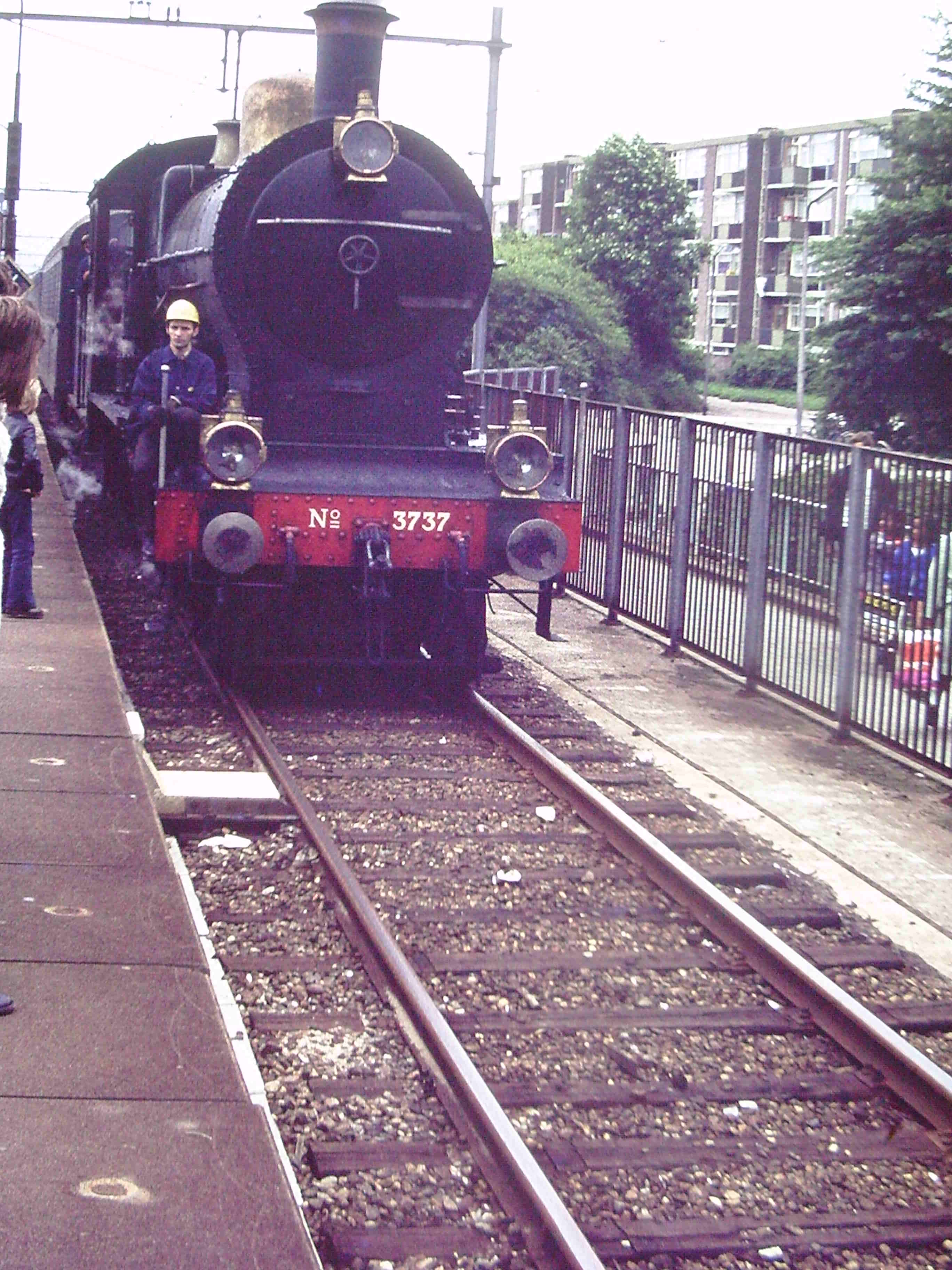
NS loc 3737 rijdt station Tilburg West binnen voor een rit naar Baarle-Hertog (1974).

De Stichting Stoomtrein Tilburg-Turnhout (SSTT) was een stichting die op 21 februari 1974 werd opgericht en tot doel had om de Spoorlijn Tilburg - Turnhout (Bels Lijntje) in stand te houden voor recreatief gebruik.
Op 22 juni 1974 begon men een dienst tussen Station Tilburg West en Station Baarle-Nassau met stoomlocomotief 3737 (gehuurd van het Nederlands Spoorwegmuseum) en enkele NS-rijtuigen Mat '24. In 1976 kwam daar eigen materieel voor in de plaats.
Van 1976 tot 1982 werd de dienst uitgevoerd met stoomlocomotief NS 8826, afkomstig van steenkolenmijn 'Laura en vereniging' te Eygelshoven, ex-NS, ex-War Department en drie rijtuigen afkomstig van de Bentheimer Eisenbahn.
In februari 1984 werd het faillissement aan de SSTT verleend. Loc 8826 ging uiteindelijk naar de firma van Raak Metaal recycling te Tilburg waar de loc stond opgesteld als monument bij de ingang van het bedrijf. In 1998 werd deze verkocht aan de Zuid-Limburgse Stoomtrein Maatschappij, met als doel de locomotief rijvaardig te restaureren. Het NS-Blokkendoos-rijtuig ging naar de VSM, de drie Duitse rijtuigen werden gesloopt.
De spoorlijn werd opgebroken, op het tracé werd een fietspad aangelegd.
| Nummer       | Tractie       | Maatschappij, nummer en naam | Bouwjaar (fabriek)               | Opmerkingen | Afbeelding |
| ------------ | ------------- | ---------------------------- | -------------------------------- | --- | ---------- |
| Locomotieven |               |                              |                                  | |            |
| 1            | Stoom         | LV 14                        | 1944 (Hunslet)                   | ex-Julia V, ex-NS 8826, ex-WD 75115. In 1974 naar metaalhandel Gebr. van Raak in Tilburg. Daarna ingezet door SSTT. Later weer terug naar Van Raak. In 1998 aangekocht door ZLSM.                                                                                |            |
| 2            | Stoom         | LV 15                        | 1943 (Hudswell Clarke)           | ex-Julia V, ex-NS 8812, ex-WD 75082/ex-NS 8815, ex-WD 75105. In 1988 naar Ribble Steam Railway, Engeland. Bij Laura & Vereeniging is de ketel van de ex-8812 geplaatst op het frame van de ex-8815, bij Ribble Steam Railway bewaard in uitvoering als WD 75105. |            |
| ?            | Stoom         | D777                         | 1953 (Krupp)                     | Overgenomen van de VSM in 1981. Oorspronkelijk gebouwd voor Ruhrkohle als D777. Beschadigd tijdens transport naar Tilburg. Nauwelijks in dienst geweest. Werd daarna tentoongesteld bij het Autotron                                                             |            |
| Rijtuigen    |               |                              |                                  | |            |
| B301         | Buffetrijtuig |                              | 1930 (Wagonfabrik Uerdingen)     | Afkomstig van de Bentheimer Eisenbahn via MBS. Gesloopt in 1983 in Mijdrecht. |            |
| B302         | Rijtuig       |                              | 1931 (Wagonfabrik Uerdingen)     | Afkomstig van de Bentheimer Eisenbahn via MBS, daarvoor DB. Gesloopt 1983 in Mijdrecht. |            |
| B303         | Rijtuig       |                              | 1930 (Wagonfabrik Uerdingen)     | Afkomstig van de Bentheimer Eisenbahn via MBS, daarvoor DB. Gesloopt 1983 in Mijdrecht. |            |
| B5351        | Rijtuig       |                              | 1923 (Hawa, Hannover, Duitsland) | Mat '24 In 1984 naar VSM. Daar vernummerd in B 8501 |            |